# Stadtbus Schwäbisch Hall

Historisches Logo Stadtbus Schwäbisch Hall bis 2015

Die Stadtbus Schwäbisch Hall GmbH ist der Betreiber des Stadtbusverkehrs in Schwäbisch Hall.
Das Unternehmen betreibt aktuell 14 Linien mit rund 300 km Streckenlänge und 370 Haltestellen.
Die etwa 100 Mitarbeiter befördern dabei mit über 50 Bussen jährlich etwa sieben Mio. Fahrgäste.
Darüber hinaus führt das Unternehmen für die Firma Omnibus Müller und den Nahverkehr Hohenlohe (NVH) Auftragsverkehre durch.

## Geschichte
Im Jahre 1927 wollten die drei Gemeinden Westheim, Uttenhofen und Rieden eine Omnibuslinie einrichten. Die Reichspost konnte die Aufgabe nicht erfüllen. Deshalb sahen sich die Kommunen nach einem privaten Betreiber um. Dabei fiel die Entscheidung auf Firmengründer Christian Hafner, der als Westheimer Bäckermeister mit seinem Lieferwagen schon regelmäßig Schüler mit in die
Stadt nahm. Er kaufte sich zusätzlich einen Opel-Omnibus und führte damit den gewünschten Linienverkehr durch.
Das Unternehmen zog nach Hall in die Salinenstraße um. Dabei wurde 1930 die erste Stadtverkehrslinie eingerichtet. Sie führte von Steinbach über den Bahnhof Hall zur Evangelischen Diakonissenanstalt. Der Fahrpreis von 20 Pfennig wurde bis nach 1950 nicht verändert.
In den kommenden Jahren wurden mehrere Omnibusse gekauft. Im Jahre 1967 zog das Unternehmen in die Daimlerstraße um, wo es auch heute noch beheimatet ist. 1990 wurde die Verkehrsgemeinschaft „VSH“ (heute: Kreisverkehr Schwäbisch Hall) gegründet. Dabei wurde die Verkehrsführung der Linien durch die Innenstadt geändert.
Das Unternehmen wurde am 1. August 1999 in die DEG-Gruppe, heute Transdev GmbH, integriert.

## Linienübersicht
Folgende Buslinien werden von der Stadtbus Schwäbisch Hall GmbH befahren:
| Linie | Verlauf                                                                                      |
| ----- | -------------------------------------------------------------------------------------------- |
| 1     | Tullauer Höhe – ZOB – Spitalbach – Kreuzäcker – Hessental – Michelbach – Hirschfelden        |
| 2     | Hessental – Solpark – ZOB – Teurershof – Handelszentrum West                                 |
| 3     | ZOB – Kerz – Waldfriedhof – ZOB                                                              |
| 4     | Ev. Diakoniewerk – ZOB – Bhf. Hessental                                                      |
| 4A    | ZOB – Löwenbrauerei – ZOB                                                                    |
| 5     | ZOB – Sulzdorf – Ilshofen                                                                    |
| 6     | ZOB – Eltershofen – ZOB                                                                      |
| 7     | ZOB – Gottwollshausen – Gailenkirchen                                                        |
| 8     | ZOB – Bibersfeld - Oberrot – Gaildorf                                                        |
| 8A-1  | Oberrot – Wolfenbrück – Oberrot                                                              |
| 8A-2  | Oberrot – Stiershof – Oberrot                                                                |
| 8A-3  | Hohenhardtsweiler – Teilorte Oberrot – Oberrot/Schule                                        |
| 8A-4  | Fichtenberg/Schule – Mittelrot – Gehrhof                                                     |
| 9     | Handelszentrum West – Tullauer Höhe – Steinbach – Bahnhof Hessental                          |
| 10    | ZOB – Hohenholz – Rieden – Uttenhofen – Westheim – Hirschfelden                              |
| 45    | Gaildorf – Sulzbach-Laufen – Untergröningen                                                  |
| 47    | Sulzbach – Laufen – Kohlwald – Hohenberg – Grauhöfle – Egelsbach – Sulzbach (Schülerverkehr) |
| 48    | Sulzbach – Schönbronn – Laufen – Rübgarten – Nestelberg – Laufen – Sulzbach (Schülerverkehr) |